# Myndigheten för tillgängliga medier
Myndigheten för tillgängliga medier (MTM), tidigare Talboks- och punktskriftsbiblioteket (TPB), är en svensk statlig förvaltningsmyndighet. Den sorterar under Kulturdepartementet.

## Verksamhet
Myndigheten har enligt sin förordning med instruktion till uppgift att i samverkan med andra bibliotek i landet arbeta för att alla ska ha tillgång till litteratur och samhällsinformation utifrån vars och ens förutsättningar oavsett läsförmåga eller funktionsnedsättning samt tillgängliggöra lättläst litteratur. Myndigheten ska se till att exempelvis personer med läs- och skrivsvårigheter/dyslexi och synnedsättning får tillgång till litteratur på medier som är anpassade för dem: talböcker, punktskriftsböcker, taktila bilderböcker och e-textböcker. Alla talböcker görs i Daisy-format. Daisy står för Digital Accessible Information System och är en öppen, internationellt etablerad standard.
Utöver det samarbete som finns med andra bibliotek när det gäller utlåning av tillgängliga medier har myndigheten också egen utlåning av böcker skrivna i punktskrift. Dessutom arbetar man med att utveckla teknik kring medier för personer med läshinder.
Myndigheten ger ut de tre kostnadsfria tidskrifterna Läsliv, Vi punktskriftsläsare och Boktidningen Lättläst.
Till myndigheten är Punktskriftsnämnden knuten.

## Historik
Ett punktskriftsbibliotek inrättades i Stockholm 1892 av Amy Segerstedt som var föreståndare för Tysta skolan. Det flyttade 1895 till De blindas förening och övertogs 1912 av föreningen.
De Blindas Förening började med talboksutlåning 1955. Biblioteksverksamheten drevs vidare när föreningen bytte namn till Synskadades Riksförbund, 1975.
Talboks- och punktskriftsbiblioteket, TPB blev en myndighet 1980. När myndigheten bildades fördes alla böcker över från Synskadades Riksförbund till myndigheten, som därmed blev lånecentral för talböcker och punktskriftsböcker.
Myndighetens lokaler ligger på Bylgiahuset i Malmö och bedriver sin verksamhet där sedan 1 januari 2020.
Från och med den 1 augusti 2010 är Taltidningsnämnden en del av myndigheten.
Den 1 januari 2013 bytte Talboks- och punktskriftsbiblioteket namn till Myndigheten för tillgängliga medier, MTM. En av anledningarna till namnbytet var att uppdraget har breddats från att gälla talböcker och punktskriftsböcker till att även omfatta andra tillgängliga medier.
Sedan 2015 har MTM tagit över statens ansvar för att ge ut och distribuera lättläst litteratur samt tillgängliggöra lättläst nyhetsinformation genom att ge ut den lättlästa nyhetstidningen 8 sidor.
De tillgängliga böckerna och tidningarna laddas ner från myndighetens digitala bibliotek Legimus. I mars 2016 fanns det över 100 000 talböcker, drygt 18 000 punktskriftstitlar, cirka 3 000 e-textböcker och 150 böcker på teckenspråk.

## MTM:s priser
MTM har två priser: Årets Läsombud och Läsguldet. Priset Årets läsombud delas ut till ett läsombud eller en högläsare som har gjort extra fina insatser för att främja läsningen inom omsorgen. Läsguldet är till för att uppmärksamma personer organisationer eller institutioner som på ett utmärkt sätt skapar möjlighet för personer med läsnedsättning eller med nedsatt läsförmåga att läsa på sina villkor. Tidigare delade man ut Amy-priset och pris för bästa lättlästa bibliotek som numera går under Läsguldet.

### Läsguldet
Läsguldet är MTM:s tillgänglighetspris som delas ut till någon person eller organisation som under året har satsat på tillgängliga medier på ett spännande eller framgångsrikt sätt. Priset hette tidigare Amy-priset och är uppkallat efter Amy Segerstedt som 1892 grundade Föreningen för blindskrift, en direkt föregångare till myndigheten.
Mottagare
- 2018 – Projektet ”Unga läser för gamla” av Helena Pennlöv Smedberg och Laven Fathi vid Gottsunda bibliotek i Uppsala.
- 2019 – Projektet Sustainable Poetry i Trelleborg, projektledare och initiativtagare Maria Glawe.

### Amy-priset
Amy-priset var MTM:s tillgänglighetspris som delades ut till någon person eller organisation som under året har satsat på tillgängliga medier på ett spännande eller framgångsrikt sätt. 2018 slog man samman Amy-priset och Bästa lättlästa bibliotek till priset Läsguldet.
Mottagare
- 2010 – Minabibliotek.se, sex bibliotek i Umeå-regionen[5]
- 2011 – Komvux Kärnan i Helsingborg[6]
- 2012 – Heidi Carlsson Asplund, bibliotekarie och projektledare[7]
- 2013 – Anna Fahlbeck, bibliotekarie, Linköpings bibliotek[8]
- 2014 – Anne Ljungdahl, skolbiblioteksutvecklare, Västerås[9]
- 2015 – Jenny Edvardsson, gymnasielärare vid Wendesgymnasiet, Kristianstad[10]
- 2016 – Göteborgs universitetsbiblioteks lässerviceverksamhet[11]
- 2017 – ingen utdelning

### Bästa lättlästa bibliotek
Priset delas ut till ett bibliotek som bland annat har insett behovet av lättläst hos flera målgrupper och aktivt arbetar med marknadsföring och genomtänkt information kring lättläst.
Mottagare
- 2009 – Norrköpings bibliotek[12]
- 2010 – Bibliotek Sundbyberg[13]
- 2011 – Strängnäs bibliotek[14]
- 2012 – Mjölby bibliotek[15]
- 2013 – Värnamo bibliotek och Gävle bibliotek[16]
- 2014 – Halmstads bibliotek[17]
- 2015 – Linköpings bibliotek[18]
- 2016 – Tumba bibliotek[19]
- 2017 – ingen utdelning

### Årets läsombud
Priset Årets läsombud delas ut till ett läsombud eller en högläsare för insatser för att främja läsningen inom LSS-omsorgen eller äldreomsorgen.
- 2012 – Marie Schelander, Härryda
- 2013 – Barbro Granberg och Helena Oskarsson, Piteå
- 2014 – Ann Erixson, Halmstad
- 2015 – Susanne Sandberg, Skövde[20]
- 2016 – Ingrid Jonsson, Lidköping[21]
- 2017 – Ingeborg Albrecht, Ystad[22]
- 2018 – Bitte Sahlström, Östhammar
- 2019 – Agneta Json Granemalm, Ljungby